# Burraneer, New South Wales

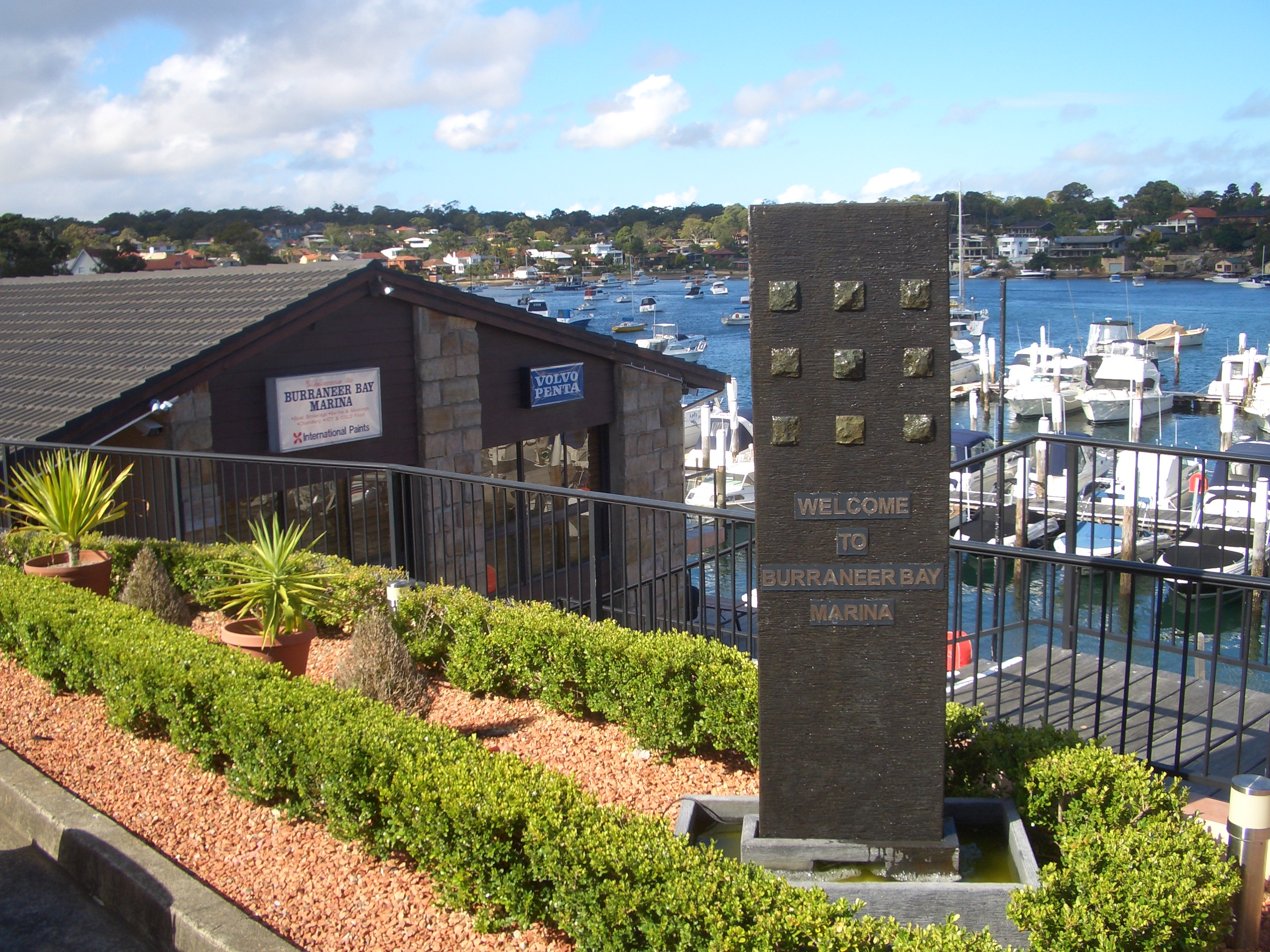
Burraneer Bay

Burraneer este o suburbie în Sydney, Australia.